# Vrata (gmina Šmartno pri Litiji)
Vrata – wieś w Słowenii, w gminie Šmartno pri Litiji. W 2018 roku liczyła 37 mieszkańców.